# 里海虎
里海虎（学名：Panthera tigris virgata）又称波斯虎，是虎的一个亚种。曾分布在伊朗、伊拉克、阿富汗、土耳其、蒙古及俄罗斯(中亞、南高加索)境内，自1970年代绝灭。一般认为在中国新疆分布的新疆虎也是里海虎的一个种群。

## 特征

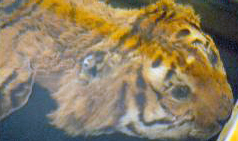
伊朗的里海虎标本

在已知虎的亚种裡，里海虎的体型位居第三大，僅次于东北虎和孟加拉虎。雄性虎体长约2.7至2.95米，体重170至240千克；而雌性虎则体长2.4至2.6米，重85至135千克。
里海虎的平均寿命介于10至15年。

## 习性
里海虎主要生活在湿地、湖边、稀疏的林地或草原里，捕杀大型的有蹄动物为食。它通常在夜间单独捕猎，采取近距离突袭的方式攻击它的猎物，直接咬断猎物的颈椎使猎物迅速致死。
里海虎生命大部分的时间都是独居的。除了在交配季节，雄虎与雌虎甚少接触。交配季节多在冬、春两季。雌虎怀孕约100天后产下2—3只小虎，死亡和瘦弱的小虎会被雌虎吃掉。刚出生的幼虎约重1400克，头10天眼睛看不见东西。它们由雌虎单独抚养，一岁半以前完全依赖母虎提供食物，也跟着母虎学习捕猎技巧。幼虎在3—4岁性成熟后会离开母虎去寻找自己的领地，之后母虎又开始新一轮的交配过程。

## 灭绝
由于人类捕杀等原因，新疆的老虎自1950年代就已经绝迹，最後一次發現新疆虎是在1916年。里海虎更在1979年被宣布灭绝，但在1980年代，新疆塔城军分区还有军人声称曾看过牧民捕杀了一只老虎。
在2001年，巴音郭楞蒙古自治州旅游局有工作人员声称发现过疑似新疆虎的足迹。。于是有新疆探险旅游公司悬赏100万元人民币“寻找新疆虎”，但最终被舆论视为炒作。